# زتا دلو
زتا دلو یک ستاره است که در صورت فلکی دلو قرار دارد.